# 布里奇沃特音樂廳

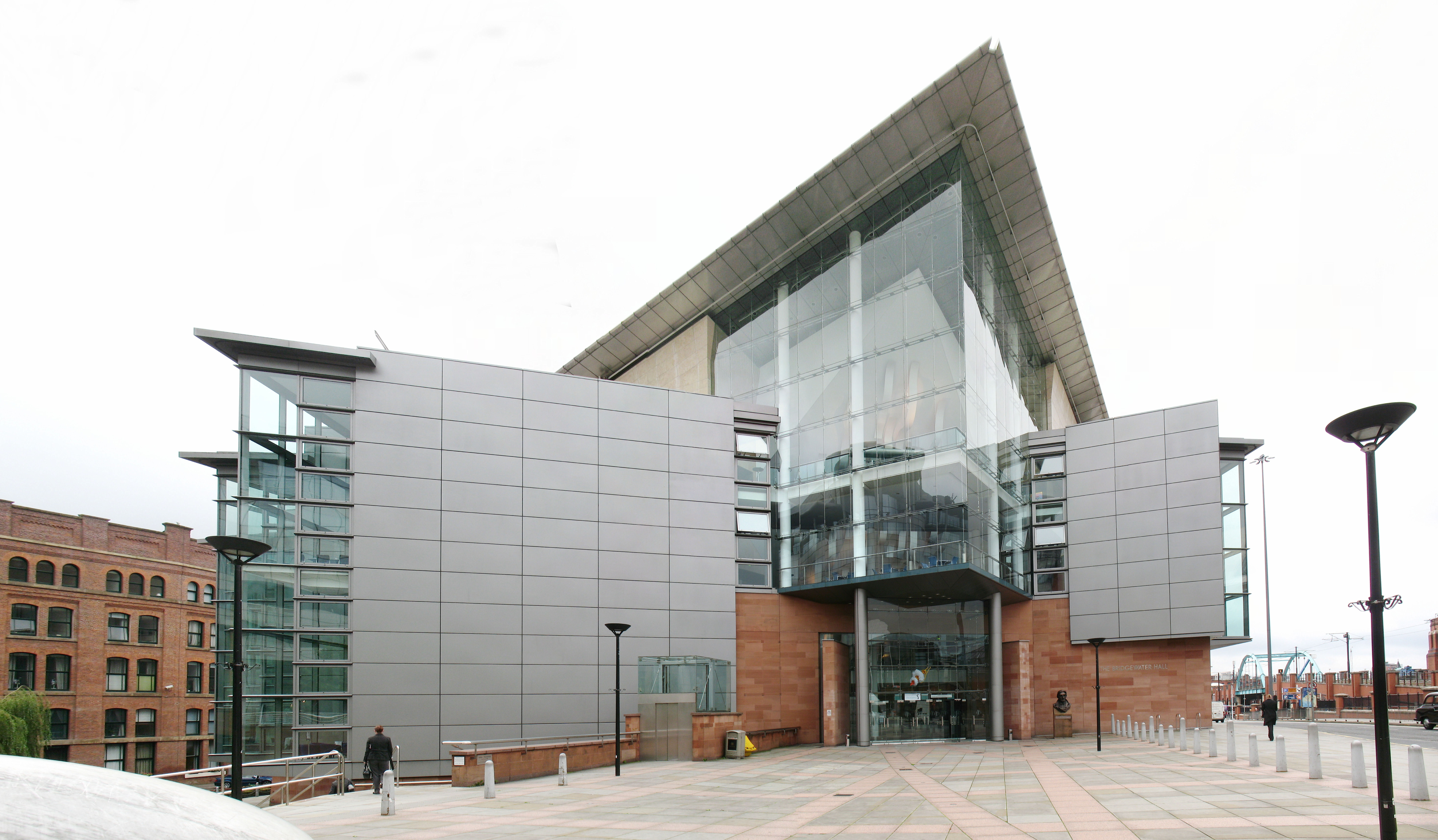

布里奇沃特音樂廳（英語：The Bridgewater Hall）位於英國曼徹斯特，以布里奇沃特公爵命名，1993年開始建造，1996年竣工，造價約4千2百萬英磅，提供近2400個座位，現時每年舉行超過250場表演。音樂廳擁有出色的防震技術，故被英國聲響研究所前主席卓科。確斯評為世界十大音響效果最佳的音樂廳。